# Государство всеобщего благосостояния
Госуда́рство всео́бщего благосостоя́ния, благополу́чия или благоде́нствия (велфери́зм, англ. welfare state) — концепция политического строя, при которой государство играет ключевую роль в защите и развитии экономического и социального благополучия его граждан.
Концепция всеобщего благосостояния основана на принципах равенства возможностей, справедливого распределения доходов и богатства, и общественной ответственности за тех, кто не может обеспечить себе минимальные условия достойного качества и уровня жизни, то есть благоденствия.
Общий термин может охватывать различные формы экономической и социальной организации. Английский социолог Томас Хамфри Маршалл определил государство всеобщего благосостояния как особенное сочетание демократии, благосостояния и капитализма. Как правило, в такой модели посредством прогрессивного налогообложения осуществляется перераспределение доходов и богатства, благодаря которому гражданам, независимо от уровня их дохода, в качестве бесплатных услуг предоставляются среднее (часто и высшее) государственное всеобщее образование и здравоохранение, а социально незащищённые получают адресные программы социальной помощи и поддержки.
Учёные обратили особое внимание на исторические пути, по которым Германия, Великобритания и другие страны развивались как государства всеобщего благосостояния. При этом, появление современного государства благосостояния в основном было сопряжено с внедрением кейнсианской модели социального капитализма и социально-ориентированной рыночной и смешанной экономики, часто при участии социал-демократических партий.
В качестве синонимов используются термины социальное государство (нем. Sozialstaat, прежде всего употребляемое в Германии, Италии и России), «государство-покровитель» или «государство-защитник» (во Франции), «дом для народа» (в скандинавских странах) и т. д. При этом, хотя понятия государства всеобщего благосостояния и социального государства часто отождествляются, первое является более всеобъемлющим понятием, чем второе.

## Функции

Социальные затраты, процент от ВВП государств ОЭСР, 2001.

- Поддержка социально незащищенных слоёв населения (бездомных, безработных, бедных, многодетных семей, пенсионеров, инвалидов и ветеранов);
- Охрана труда и здоровья людей;
- Улучшение условий труда;
- Сокращение социального и экономического неравенства путём перераспределения доходов и богатства;
- Поддержка семьи, материнства, отцовства и детства;
- Финансовая поддержка образовательных и культурных программ;
- Борьба с коррупцией, бедностью и безработицей.

## История

### Возникновение социального государства
Эволюция идей и возникновение социального государства заняла значительный период человеческой истории. Отдельные их элементы находят в государственных документах, правовых системах и работах, относящихся уже к древности. По мнению исследователей концепции социального государства восходят к различным утопическим проектам, известным с древнегреческих времён. Под влиянием знаменитой книги Томаса Мора «Весьма полезная, а также занимательная, поистине золотая книжечка о наилучшем устройстве государства и о новом острове Утопия» получили дальнейшее распространение подобные проекты преобразования общества. Ещё одним основанием подобных воззрений является теория общественного договора, разработанная в XVII—XVIII веках и предполагающая, что в совместных интересах необходимо заключить общественный договор, предполагающий достижения гражданами соглашения по вопросам правил и принципов государственного управления. В одном из важнейших документов этой теории — в трактате Жан-Жака Руссо «Об Общественном договоре» (1762) — указывалось, что народ имеет законное право вернуть себе утраченную свободу, восстановив первоначальное общественное соглашение и высказывалась твёрдая уверенность в построении государства основанного на соблюдении свободы и равенства. Немецкий философ Курт Хюбнер в своей работе «Нация: от забвения к возрождению» отмечал, что концепция Руссо и такие документы эпохи как американский «Билль о правах» и французская Декларация прав человека и гражданина не только обосновывают просветительские идеи о создании наилучшего социального устройства, но и представляют собой собрание главных идей «политики государства всеобщего благосостояния».
Новый этап в развитии утопических идей преобразования общества относят к деятельности и работам представителей утопического социализма: Сен-Симона, Фурье, Оуэна. Важной вехой также признаётся работа британского теоретика либерализма Иеремии Бентама, который отразил свои взгляды в таком важном трактате как «Паноптикон, или инспекционное учреждение: описание идеи нового принципа строительства, применимого к предназначенным для содержания под надзором любых категорий граждан учреждениям любого типа…» (см. Паноптикум). В своём проекте идеальной тюрьмы он предлагал создание социальных институтов основанных на контроле над деятельностью людей в целях наблюдения за их воспитанием и перевоспитанием, а также направленных на воплощение принципа «общественного блага». По оценке британского философа Бертрана Рассела, в намерения Бентама входило обосновать создание такой «социальной системы, которая бы автоматически делала людей добродетельными».
Немецкий термин «социальное государство» применялся ещё к консервативным реформам Отто фон Бисмарка (см. «прусский социализм»), направленных на усиление государственного вмешательства в экономику и вводившего социальное страхование, чтобы предотвратить рост рабочего социалистического движения. При этом само понятие ещё в 1850 году употребил теоретик так называемого «государственного социализма» Лоренц фон Штейн, считающийся одним из основоположников научной теории социального государства. Свои идеи в этой области он изложил в работах «История социального движения Франции с 1789 года» и «Учение об управлении и право управления со сравнением литературы и законодательств Франции, Англии и Германии». Он включил в перечень функций государства «поддержание абсолютного равенства в правах для всех различных общественных классов, для отдельной частной самоопределяющейся личности посредством своей власти».
В 1871 году Германия ввела государственное социальное страхование от несчастных случаев на производстве, в 1880 году — финансирование медицинской помощи, в 1883 году — пособия по болезни. Социальное страхование от несчастного случая было введено и в других странах: в Австро-Венгрии в 1887 году (при Эдуарде Тааффе), во Франции — в 1898 году, в Норвегии — в 1894 году, Новой Зеландии — в 1900 году, Швеции — в 1901 году. Медицинское страхование стало государственным в Австрии в 1888 году, в Швеции — в 1891 году, в Норвегии — в 1909 году. Довольно широкие программы социальной защиты были рано реализованы в таких странах, как Уругвай (при президенте Хосе Батлье-и-Ордоньесе) и Австралия (при лейбористских правительствах).

### Кейнсианство и государство благосостояния
Что касается английского термина «государство всеобщего благосостояния» (Welfare state), то считается, что его впервые использовал англиканский архиепископ Уильям Темпл, автор книги «Христианство и социальный порядок» (1942).
К этому времени большой резонанс имели меры социальной защиты, вводимые в США правительством Ф. Д. Рузвельта в рамках «Нового курса» в начале 1930-х годов в связи с Великой депрессией. Параллельно ещё более далеко идущие реформы осуществляли социал-демократические партии, пришедшие к власти в странах Скандинавии (например, правительство СДРПШ П. А. Ханссона в Швеции). Занимая пост премьер-министра в 1932—1936 и 1936—1946 годах, он провёл ряд реформ, позволившие стране восстановить экономику после «Великой депрессии». Возглавляемая им коалиция объявила о построении «народного дома» и обосновала социальные преобразования (государственные антициклические и стимулирующие экономические меры, включая выплаты пенсий, субсидий, пособий, всеобщая бесплатная медицина, решение жилищных проблем малообеспеченных слоёв населения и др.) В 1938 году между Центральными объединениями профсоюзов и предпринимателей было заключено так называемое «трипартистское» соглашение, предусматривающее усиление роли коллективных договоров, выплате пособий по безработице профсоюзами, прогрессивное налогообложение рентабельных отраслей экономики и др.
Джон Мейнард Кейнс изложил теоретические основы подобных реформ в своём труде «Общая теория занятости, процента и денег» (1936).

### В Великобритании
Важнейшую роль в утверждении концепции государства всеобщего благосостояния сыграл британский политик Ллойд Джордж, который неоднократно занимал пост премьер-министра страны и провёл целый ряд социальных реформ: закон о пенсиях по старости (1908) и связанная с ним система прогрессивного налогообложения. В 1911 году по его настоянию был принят «Билль о национальном страховании», направленный на решение проблем связанных с безработицей и предусматривающий больший размер выплат помощью по сравнению с другими государствами, в частности, предусмотренными в Германии времён Бисмарка. Деятельность Джорджа в этой области высоко оценивается как британским обществом, так и отдельными исследователями. Так, по наблюдению Дж. Григга именно он является «истинным основателем социального государства» в Англии.
В Великобритании значительным событием стал доклад фабианца Уильяма Бевериджа «Социальное страхование и смежные службы» в парламенте (1942 год), где говорилось о принципах «государства благосостояния» (Welfare State). Термин «государство благосостояния» употреблялся как совпадающий в основном с понятием «социальное государство». Стали говорить о модели социальной защиты Бевериджа. В литературе отмечается обнародование «этого документа стало одним из серьёзных шагов на пути формирования современной социальной политики и положило начало построению социального государства и государства всеобщего благосостояния в Великобритании».
Модель Бевериджа предполагает распределение ответственности между государством (базовые гарантии соцзащиты для всего населения с ориентацией на прожиточный минимум), работодателем (страхование наемных работников с их частичным участием) и работником (дополнительное личное страхование).
Хотя возглавлявшееся консерваторами коалиционное правительство военного времени вначале оставило предложения Бевериджа, однако ещё до конца войны ему пришлось пересмотреть свою позицию. На основании доклада правительство Великобритании в 1944 году начало реформу системы социального страхования, что было закреплено в «Белой книге». При лейбористском правительстве Клемента Эттли к 1952 году были введены в действие законы о государственной службе здравоохранения, программы страхования в связи с несчастными случаями на производстве, пенсионного страхования.

### В США
В США 8 января 1964 года в первом послании о положении страны президент Л. Джонсон торжественно провозгласил начало «бескомпромиссной войны с бедностью в Америке» как часть программы построения «Великого общества». 16 марта того же года он направил в конгресс специальное послание «О войне с бедностью», на основании которого 20 августа был принят закон об экономических возможностях (Economic Opportunitiy Act).Он включал четыре вида мероприятий по борьбе с бедностью: профессиональная подготовка и обучение, программы так называемых «общинных действий», осуществляемых под эгидой местных властей, специальные программы помощи для сельской местности и мелкого бизнеса, а также деятельность организации «Добровольцы на службе Америки» (Volunteers in Service to America, VISTA). В соответствии с этим законом учреждалось федеральное Управление экономических возможностей (Оffice of Economic Opportunity). В области медицинского обслуживания в 1965 была введена специальная программа «Медикейд» для наиболее нуждающихся и «Медикэр» для пенсионеров. В 1964 г. была также начата федеральная программа субсидирования части расходов малообеспеченных граждан на продукты питания в виде продовольственных купонов. Кроме того, во второй половине 60-х годов были приняты некоторые меры по оказанию помощи малообеспеченным семьям в аренде квартир в частных жилых домах и по расширению программ федерального финансирования строительства дешевых жилищ в рамках законов о жилищном строительстве и городском развитии 1965 и 1968 годов.

### Послевоенная Европа
После Второй мировой войны в Европе наблюдался всплеск симпатий к модели государства всеобщего благосостояния. Если принадлежащие к либеральной традиции «сопротивляющиеся коллективисты» (включая самого Бевериджа) находили государство благосостояния своим непосредственным идеалом, то социалисты-реформисты под послевоенными реформами понимали путь к умеренному демократическому социализму, плановому и эгалитарному обществу. Западноевропейское социальное государство тех лет характеризуется увеличением государственного вмешательства в экономику, национализацией здравоохранения, образования, транспорта, ЖКХ, энергетики, тяжёлой и добывающей промышленности.
Среди примеров реализации идеала социального государства обычно называли страны Скандинавского полуострова (нордическая, или «шведская модель»), Финляндию, Нидерланды, Швейцарию, Германию, Бельгию, Францию и т.д.

### Критика и кризис
К концу послевоенного «славного тридцатилетия» стала нарастать критика государства всеобщего благосостояния, как слева, так и справа, а консенсус, достигнутый между истеблишментом и трудящимися классами их организациями (профсоюзами и левыми партиями) становился всё более хрупким.
«Новые левые» и массовые протесты молодёжи и рабочих наподобие «Красного мая» во Франции (которые Иммануил Валлерстайн назвал «революцией 1968 года») были выражением критики государства благосостояния слева. Она исходила из того, что социальное государство является лишь временной уступкой государственного капитализма трудящимся, не устраняющей глубинные причины классового, сословного или расового неравенства, поэтому следует двигаться не к улучшению, а к преодолению капитализма (возможно, революционным путём).
Отстаивающие невмешательство государства в рыночную экономику (laissez-faire) критики справа (сторонники монетаризма, австрийской экономической школы и связанных с ними политических течений, в частности неолибералы и классические либералы) утверждали, что государство всеобщего благосостояния приводит к «социальному иждивенчеству» и падению эффективности экономики, поскольку, снимая ответственность с индивида, подавляет его инициативу в решении собственных проблем.
Кризис социального государства пришёлся на конец 1970-х — начало 1980-х годов, когда в результате «неоконсервативной революции» возобладали тэтчеризм и рейганомика. За время доминирования неолиберальной модели во многих странах произошёл демонтаж элементов государства всеобщего благосостояния, главными защитниками которого после перехода социал-демократии на позиции «третьего пути» выступают прежние критики — левосоциалистические партии.

## Классификация
Датский социолог Йёста Эспинг-Андерсен в своей книге «Три мира капитализма благоденствия» (1990) выделял три разновидности государства всеобщего благосостояния в зависимости от того, насколько они способствуют или противодействуют влиянию рынка на социальное неравенство:
- Социал-демократическая, основанная на принципе универсализма и автономии граждан от рынка: Дания, Финляндия, Норвегия, Швеция, Нидерланды.
- Христианско-демократическая, основанная на принципе субсидиарности: Австрия, Германия, Бельгия, Франция, Италия, Испания.
- Либеральная, основанная на преобладании рыночных механизмов: Австралия, Новая Зеландия, Канада, США, Швейцария, Япония.